# Daken
Daken est un personnage de fiction, super-vilain (occasionnellement anti-héros) appartenant à l'univers de Marvel Comics. Il est apparu pour la première fois dans Wolverine Origins #10.
Daken est le fils du célèbre mutant Wolverine.

## Biographie du personnage
Lors de sa vie au Japon avant d'être intégré au Programme Arme X, Logan eut une relation avec une jeune paysanne nommée Itsu. En 1945, elle tomba enceinte. À quelques jours de l'accouchement, elle  fut assassinée par le Soldat de l'hiver.
Sans que Logan soit au courant, le bébé survécut, arraché du ventre de sa mère par un inconnu, et fut placé chez un jeune couple qui le prénomma Akihiro. Mais les jeunes voisins le surnommèrent Daken à l'enfance, à cause de ses origines métisses. À 10 ans, il fit sa première victime en se vengeant discrètement d'un garçon moqueur. C'est aussi vers cet âge qu'il apprit le grec ancien, en autodidacte. Jaloux de la naissance de son jeune demi-frère, il le fit disparaître. Chassé de la maison familiale, il fut finalement attaqué par sa mère adoptive Natsumi qu'il tua en sortant ses griffes pour la première fois. Choqué, son père se suicida tout de suite après. C'est ce jour-là qu'il rencontra Romulus pour la première fois.
Il fut formé au combat par Silas Burr (Cyber, tout en étant surveillé de près par Romulus) qui le chargea d'éliminer tous ses camarades une fois son entraînement fini.
En 1973, il travailla en Afghanistan. C'est à cette période que Romulus lui apprit ses origines.
Pendant quelque temps ses activités sont peu claires. Plus récemment, Wolverine fut mis au courant de l’existence de son fils, plein de haine et de ressentiment à son égard, par sa coéquipière de chez les X-Men Emma Frost. Wolverine tenta alors de se procurer le synthétiseur de carbonadium – le « C-Synth », la seule arme capable d’annuler le facteur auto-guérisseur de son fils détenu par la Veuve Noire (Natasha Romanoff) mais il échoua à Bruxelles.

### La rencontre père-fils
La première fois que Logan vit Daken, ce dernier tenta de le tuer, alors prisonnier du SHIELD, mais pour finalement le libérer. Juste avant, il blessa gravement Dum Dum Dugan. Il semblait travailler pour Romulus.
Sachant que son fils, insaisissable, l'espionnait, Wolverine utilisa Deadpool pour piéger Daken et le capturer.
Wolverine voulait se réconcilier avec son fils. Aussi il contacta le professeur X pour l’aider à prouver à son fils que ce n’est pas lui qui a tué Itsu mais que Romulus est le véritable coupable. Mais Daken, entre-temps, est approché par Miss Sinistre et Sebastian Shaw qui tentent de l’enrôler dans le nouveau Cercle Intérieur du Club des Damnés.
Sebastian Shaw manipula le jeune homme. Shaw et sa télépathe Claudine Renko alias Miss Sinistre découvrirent que l'esprit de Daken était piégé par un puissant verrou psychique. Il comptait utiliser Xavier, pour pouvoir ensuite se servir de Daken comme un assassin à sa botte. Mais Xavier survécut au choc psychique et rendit la mémoire à Daken, qui poignarda Claudine. Daken et Wolverine firent la paix sur le meurtre d'Itsu et décidèrent de se venger de Romulus.

### Membre des Dark Avengers
À la suite de l'Invasion Skrull, Tony Stark est renvoyé et le SHIELD est démantelé. C'est le héros qui a tué la Reine Skrull qui remplace Tony Stark : Norman Osborn. L'ancien Bouffon Vert forme le HAMMER, pour remplacer le SHIELD. Il en prend le commandement, et de ce fait, devient aussi le leader des Vengeurs. Il forme sa propre équipe de Vengeurs, composée pour la plupart de psychopathes et de tueurs, se faisant passer pour des héros aux yeux du public.
Daken adopte alors officiellement le nom de code de son père, Wolverine, et porte son ancien costume. Cyclope décide alors d'utiliser le sabre de Muramasa pour le tuer et l'empêcher de ternir la réputation des X-Men. Daken en profite pour tendre un piège aux X-Men et à Wolverine, qui détient le sabre, et les attire à lui.
Il réussie à s'emparer d'un morceau du sabre avant de s'échapper avec. Il amène ce morceau au Bricoleur qui accepte de recouvrir deux de ses griffes du métal composant le sabre. Wolverine tente de l'en empêcher et part à sa poursuite mais il arrive trop tard. Daken lui plante alors une griffe, non recouverte de métal, dans la poitrine, qui manque de le tuer, avant de s'échapper. Pour sa toute première mission aux côtés des Vengeurs de Norman Osborn, il est envoyé pour porter secours à Fatalis.

### La mort du Punisher et la fin des darks avengers
Après plusieurs tentatives d'interception du Punisher, Osborn envoie Daken et une horde d'agents du HAMMER à ses trousses. À l'issue d'un combat au corps à corps sanglant, Daken démembre Castle avant de le décapiter.L'allégeance de Daken vis-à-vis d'Osborn et ses motivations demeurent cependant fragiles. Daken tente par tous les moyens de monter les Vengeurs d'Osborn les uns contre les autres et d'assurer ses arrières. Ainsi, il se sert de ses phéromones pour séduire un employé du HAMMER, et lui subtiliser sa carte d'accès aux dossiers confidentiels du personnel. Il prend ainsi connaissance des transactions dissimulées d'Osborn. Il propose alors aux Quatre Fantastiques une alliance : leur protection en échange de son aide pour accéder aux informations sales sur Osborn, ce que les Fantastiques acceptent. En simulant une bagarre avec la Chose, il parvient à les faire convoquer par Osborn. Malheureusement, ils ne parviennent pas à télécharger les données d'Osborn, mais grâce à Daken ils parviennent à s'échapper sans se faire arrêter. Il semble mourir foudroyé par Thor lors du Siège d'Asgard mais ce n'est qu'une illusion créée par des divinités asgardiennes.

### Révélation sur Romulus
Daken a ensuite été contacté par son père pour l'aider à vaincre Romulus, détaillant un plan pour l'attirer au grand jour. Cependant, avant que ce plan puisse être mis en œuvre, Romulus a surpris Daken dans un hôtel à Paris. Après que Romulus l'ait brièvement gazé, Daken a raconté tout ce que son père lui avait dit à propos de son plan. Lorsque Logan a ensuite confronté Daken à Ankara, il a dit à Daken qu'il comptait sur lui pour tout révéler à Romulus et que le plan qu'il lui avait dit était faux. Il a ensuite poignardé Daken en plein cœur avec une réplique de la lame Muramasa, faisant croire à Romulus que Daken avait été tué pour l'attirer hors de sa cachette. Lorsque Daken s'est remis du coup de couteau, il a aidé Romulus à s'échapper. Cependant, une fois seuls, Daken tenta de le tuer. Il a affirmé avoir eu une révélation, réalisant que Romulus avait toujours menti sur son intention de faire de Daken son successeur, et que Romulus avait toujours voulu que ce soit Logan à la place. Par colère et par besoin de prouver qu'il était meilleur que son père, il a ouvert la poitrine de Romulus avant que Logan n'arrive avec Cloak pour transporter Romulus dans la Dimension Noire.
Daken et son père se sont battus jusqu'à ce que Logan soit capable de briser les deux bras de Daken car les griffes de Muramasa n'étaient pas correctement ancrées. Il a ensuite rendu Daken inconscient en le poignardant à nouveau au cœur, puis a coupé les griffes de Muramasa des poignets de Daken et les a enterrées, avec le reste de la lame.Daken est resté à Rome pendant un certain temps alors qu'il souffrait d'une crise existentielle à la suite de ces incidents. Il a sombré dans la dépression et le nihilisme alors qu'il tentait de rationaliser les enseignements de Romulus sur le pouvoir et le contrôle face à leurs deux défaites face à Logan.

### Rencontre avec X-23
Daken s'est ensuite rendu à Madripoor où il a affronté Tyger Tiger, commençant à saper son contrôle sur l'île dans le but de s'en emparer pour lui-même. Lorsque X-23, le clone et fille adoptive de son père, est arrivée à la recherche d'une ombre de son passé, elle s'est retrouvée face à Daken, le nouveau roi de la pègre criminelle de Madripoor. Les deux se sont battus brièvement mais aucun des deux n'a pu prendre le dessus en raison de leur facteur de guérison commun, mais impressionné par les compétences de Laura, Daken lui a proposé une place à ses côtés, ce qu'elle a refusé.

### Mort et résurrection
Daken a ensuite formé en secret une nouvelle Confrérie des Mauvais Mutants aux côtés de Sabretooth, Mystique, l'Homme sans Peau, le Blob de l'Âge de l'Apocalypse, le Roi des Ombres et le Clan Omega. Le but de Daken et de la Confrérie était de torturer Evan Sabahnur assez longtemps pour qu'il devienne la nouvelle Apocalypse, puis d'utiliser le Roi des Ombres pour lui perturber l'esprit afin de forcer Evan à détruire l'école Jean Grey, à tuer tous les élèves, tuer tous les amis de Logan et ensuite blâmer X-Force pour tout.
En raison de la trahison du Nightcrawler de Earth-295, Wolverine a été capturé par la nouvelle Confrérie de Daken. Daken a ligoté son père et a commencé à narguer Logan avec des insultes et à raconter un récit probablement apocryphe de sa jeunesse. Logan a tenté un dialogue et s'est excusé auprès de son fils pour son échec, mais Daken n'avait aucun intérêt à l'entendre. Daken l'a ensuite piégé dans une chambre de noyade, car le seul moyen de tuer Wolverine est de priver son cerveau d'oxygène. Il a forcé Evan à regarder Wolverine se noyer en même temps qu'il frappait et criait sur Evan, essayant de le mettre en colère. Finalement, Evan a enfilé l'armure de l'Apocalypse. Wolverine était piégé sous l'eau, obligé de regarder en train de se noyer pendant que son fils corrompait son élève. Daken a dit à son père que le Roi des Ombres prendrait le contrôle d'Evan et l'utiliserait pour détruire l'école de Wolverine, ses amis et son monde. Ensuite, la Confrérie ferait passer le message que tout cela était dû à l'escadron des opérations noires de Wolverine, détruisant ainsi sa réputation. Daken a dit à son père qu'il croyait qu'en fin de compte, les mauvaises personnes faisaient de mauvaises choses simplement parce qu'elles étaient mauvaises. Mais le plan de Daken fini par lui coûté la vie. Le corps de Daken a ensuite été emmené au Japon par Wolverine et il a été enterré dans le village de Shirakawa-Go.
Devenu le Cavalier de la Mort, Akihiro en tant que nouveau Cavalier de la Mort Daken a ensuite été ramené à la vie par les Jumeaux de l'Apocalypse, en utilisant la Graine de Vie et a fait un Cavalier de la Mort avec la Graine de la Mort, afin de servir, aux côtés de Banshee, Grim Reaper. et Sentry. Le plan des Jumeaux visant à détruire la Terre a échoué, après que la division Avengers Unity ait voyagé dans le temps depuis un univers divergent où leur plan aurait réussi. En conséquence, leur arche a été détruite par Sunfire, mais Daken et lGrim Reaper ont réussi à revenir sur Terre avec les cadavres des Jumeaux de l'Apocalypse et ont échappé à la capture.

### Rédemption
Il fit ensuite parti d’une équipe nommée les « Wolverines », Il perd son facteur de guérison avant de le retrouver quelques aventures plus tard. Il refait surface plus tard lors de l'épidémie du virus Laura Kinney sur Roosevelt Island en tant que l'une des trois personnes téléportées par le docteur Strange pour aider Wolverine à apaiser la crise. Il lui dit brièvement que son facteur de guérison, qui était la clé pour guérir les victimes de la peste extraterrestre, était revenu depuis ses aventures avec les Wolverines. Bien qu'il ait accepté de rejoindre Laura, Gabby, Old Man Logan et Deadpool dans leurs efforts pour aider le plus grand nombre possible de personnes sinistrées, Daken a avoué qu'il ne se souciait pas de l'île et qu'il n'était là que pour Laura. Il a finalement été contraint de se retirer avant que la maladie ne puisse le submerger, car son facteur de guérison n'était pas encore à son niveau habituel.
Après maintes péripéties, Daken intègre l’équipe de X-Factor puis des Marauders. Toutes ces aventures ont montré Daken surmontant son passé criminel et se forgeant une identité plus héroïque, aboutissant finalement à ce qu'Akihiro fasse la paix avec son père et abandonne le péjoratif « Daken » au profit du titre honorifique « Fang ».

### De Daken à Fang
Fang assistait au troisième gala annuel du Hellfire lorsqu'il fut attaqué par les forces d'Orchis. Fang et les autres survivants furent téléportés par Lourdes Chantel au sous-sol du Hellfire Club de New York.
En raison de la propagande d'Orchis, les mutants ont été déclarés comme une menace pour l'humanité, Fang s'est associé à Northstar, Aurora et Nemesis pour former leur propre faction d'Alpha Flight afin de protéger les réfugiés mutants du gouvernement canadien. Lorsque la faction humaine d'Alpha Flight a tenté de capturer Argent (Laurent Bavota) à Saskatoon, la faction mutante se retrouve confrontée à la faction humaine de l’Alpha Flight. Après un affrontement contre Puck. Finalement, les deux factions travaillaient ensemble pour protéger les mutants du Canada.
Lorsque le Département H a localisé Krakoa North et y a envoyé les Box Sentinels, Fang et le reste d'Alpha Flight se sont dépêchés de sauver les réfugiés. Arrivant trop tard pour sauver Argent, Fang a pu détruire plusieurs Sentinelles avant que lui, ses coéquipiers mutants et tous les réfugiés ne soient téléportés par Nemesis vers la station spatiale en orbite basse Alpha Flight, où les réfugiés ont pu embarquer sur un navire pour Chandilar.
Fang a ensuite senti la balise télépathique envoyée par Kid Omega à tous les mutants survivants de la nouvelle base arctique de X-Force et s'y est rendu avec Aurora et Northstar, où il a eu des retrouvailles émouvantes avec Laura, dont il n'avait pas eu de nouvelles depuis le Hellfire Gala.

### 2e mort puis Hellverine
Alors qu'ils préparaient pour chasser un caribou  pour le manger, Akihiro et Logan ont brièvement discuté de leur relation et de leur engagement envers les mutants survivants avant que Logan ne se retire à l'intérieur de la cachette. Akihiro a ensuite été pris en embuscade et brutalement tué par Sabretooth, qui a épelé « JOYEUX ANNIVERSAIRE » avec des morceaux du cadavre d'Akihiro pour que Logan les trouve.
Peu de temps après que les restes d'Akihiro aient été enterrés au pôle Nord, un démon nommé Bagra-ghul s'est échappé de sa prison et s'est envolé pour s'y rendre, ayant reconnu les similitudes d'Akihiro avec Logan, l'hôte précédent de Bagra-ghul en tant qu'Hellverine. Comme les restes d'Akihiro ont été conservés dans la glace, empêchant la décomposition, cela a permis à Bagra-ghul de le ressusciter et de recoudre son corps, transformant Akihiro en le tout nouveau Hellverine ; malgré son retour à la vie, Akihiro est d'abord resté amnésique et contrôlé par le démon.
Son père prit alors la décision d’échanger sa place avec celle d’Akihiro. Après maintes péripéties, Logan reconnut que les tentatives de changement du démon n'étaient pas différentes des siennes. Acceptant qu'Akihiro pouvait vivre avec le fardeau, Logan ramena Bagra-ghul dans le corps d'Akihiro, le ranimant complètement et lui restaurant la mémoire.
Plus tard, Fang et Wolverine refirent équipe pour arrêter le Hellfire Project. Durant les combats; Akihiro prouva qu'il contrôlait à nouveau son corps lorsque ses griffes ressemblèrent à ses griffes en os d'origine plutôt qu'à celles en adamantium de Logan. Les deux hommes interceptèrent Harms, un homme doté de pouvoirs démoniaques, qui se rendait à la Maison Blanche pour renverser le gouvernement. Avec l'aide inattendue du Destroyer ayant survécu.

## Sexualité
Daken a été décrit comme bisexuel, ayant eu des relations sexuelles avec des hommes et des femmes.
Pendant le siège d'Asgard, Daken a également fait une passe coquette à Bullseye habillé en Hawkeye et l'a embrassé. Dans X-Factor, Daken exprime un intérêt romantique pour sa coéquipière, Aurora, qui finit par lui rendre la pareille et noue une relation avec lui après avoir réalisé que ses sentiments pour elle sont authentiques.
Parmi les autres conquêtes sincères de Daken, Somnus. Un mutant pouvant pénétrer et manipuler les rêves. Il eut aussi une aventure avec Iceman, bien que les deux mutants se soient déjà affronté.

## Pouvoirs et capacités

### Pouvoirs initiaux
- Daken possède presque tous les attributs de son père, comme des griffes osseuses (deux au-dessus et une en dessous de chaque poignet). Les griffes en dessous du poignet sont recouvertes du métal de la lame de Muramasa (ce qui lui permet d’empêcher les facteurs guérisseurs de régénérer les blessures de ses ennemis).

- Il possède aussi un pouvoir de guérison identique à celui de Wolverine , lui permettant de se cicatriser quasiment instantanément comme lui. En revanche, il vieillit comme un être humain normal.

- Tout comme son père, il possède des capacités physiques très développées  une force et une vélocité nettement supérieure à celle d'un être humain (toutefois inférieur à Capitain America ). Il peut se déplacer sur de courtes distances à une vitesse fantastique.
- Il peut masquer son odeur, ce qui le rend extrêmement difficile à pister, même pour les mutants les plus doués.
- C'est un combattant formidable, sans conteste l'un des meilleurs de l'Univers Marvel. Il a déjà tenu tête à Wolverine, Cyber et Deadpool. Ses talents de combattant sont notamment dus à entraînement intensif qu'il a suivi auprès de Silas Burr. Il est si doué qu'il est capable de se placer dans l'angle mort de ses adversaires avec une très grande aisance ce qui le rend très difficile à combattre même pour les combattants les plus aguerris. Tout comme son père, c'est un combattant très féroce qui manie ses griffes avec une dextérité très impressionnante.
- Il peut aussi modifier l'humeur des gens (par exemple, les remplir de peur ou de joie) en se servant de ses phéromones. Il complète généralement les effets de ce pouvoir en manipulant les gens par la parole, pour les pousser à agir selon ses envies mais ce pouvoir marche rarement sur ceux ayant une condition mentale supérieure

### En tant que Hellverine
En tant qu'Hellverine Akihiro a acquis la capacité surnaturelle de se transformer en Hellverine, un démon. Celui ci lui accordant des pouvoirs supplémentaires. Dans sa transformation initiale en Hellverine, l'apparence d'Akihiro a pris celle de l'apparence précédente de son père quand celui ci fut possédé par le même démon, y compris le physique de Logan et son uniforme marron et beige, ses griffes en adamantium remplaçant les griffes osseuses d'Akihiro et un crâne enflammé dont les flammes ressemblaient aux cheveux de Logan et au capuchon de son uniforme.
Des dommages excessifs causés à son corps ont fait disparaître l'image de son père et ont révélé sa véritable apparence. Après avoir repris le contrôle de son corps sur Bagra-ghul, la transformation d'Akihiro consiste en son apparence normale, y compris ses griffes osseuses, et un nouveau crâne enflammé dont les flammes ressemblent à celles de sa coiffure mohawk et des flammes dépassant de ses tatouages corporels.